# Chablis
Chablis là một xã trong tỉnh Yonne, thuộc vùng Bourgogne-Franche-Comté của nước Pháp, có dân số là 2594 người (thời điểm 1999). Xã nằm gần Auxerre và tu viện Pontigny.

## Nhân khẩu học
| 1962  | 1968  | 1975  | 1982  | 1990  | 1999  |
| ----- | ----- | ----- | ----- | ----- | ----- |
| 2.004 | 2.287 | 2.408 | 2.414 | 2.569 | 2.594 |